# Monaloniina
Sous-tribu
Les Monaloniina sont une sous-tribu d'insectes hémiptères hétéroptères (punaises) de la tribu des Dicyphini (sous-famille des Bryocorinae, famille des Miridae).

## Taxonomie
Ce taxon est créé en 1976 par l'entomologiste américain Randall Tobias Schuh (d) (1943-).

## Liste des genres
Cette tribu comprend les genres suivants :
- Arculanus Distant, 1904
- Arthriticus  Bergroth, 1923
- Dimia  Kerzhner, 1988
- Eucerocoris Westwood, 1837
- Eupachypeltis  Poppius, 1915
- Felisacoris  Carvalho, 1956
- Felisacus Distant, 1904
- Helopeltis Signoret, 1858
- Mansoniella  Poppius, 1915
- †Miomonalonion Sailer & Carvalho, 1957
- Monalonion Herrich-Schaeffer, 1850
- Onconotellus Knight, 1935
- Pachypeltis ignoret, 1858
- Pachypeltopsis Poppius, 1912
- Parapachypeltis  Hu & L.Y. Zheng, 2001
- Pararculanus Poppius, 1912
- Physophoroptera Poppius, 1910
- Physophoropterella Poppius, 1914
- Poppiusia China, 1944
- Ragwelellus Ragwelellus Odhiambo, 1962
- Rayieria Rayieria Odhiambo, 1962